# Orczy tér
Orczy tér est une place située dans le quartier d'Orczy, Ganz et Magdolna, dans le 8e arrondissement de Budapest. Il s'agit d'un carrefour triangulaire situé entre Baross utca, Orczy út et Kőbányai út et traversé par les lignes  24 28 28A 62 du tramway de Budapest. Le marché de Józsefváros se situe à proximité, le long des lignes de chemin de fer.